# Adonie

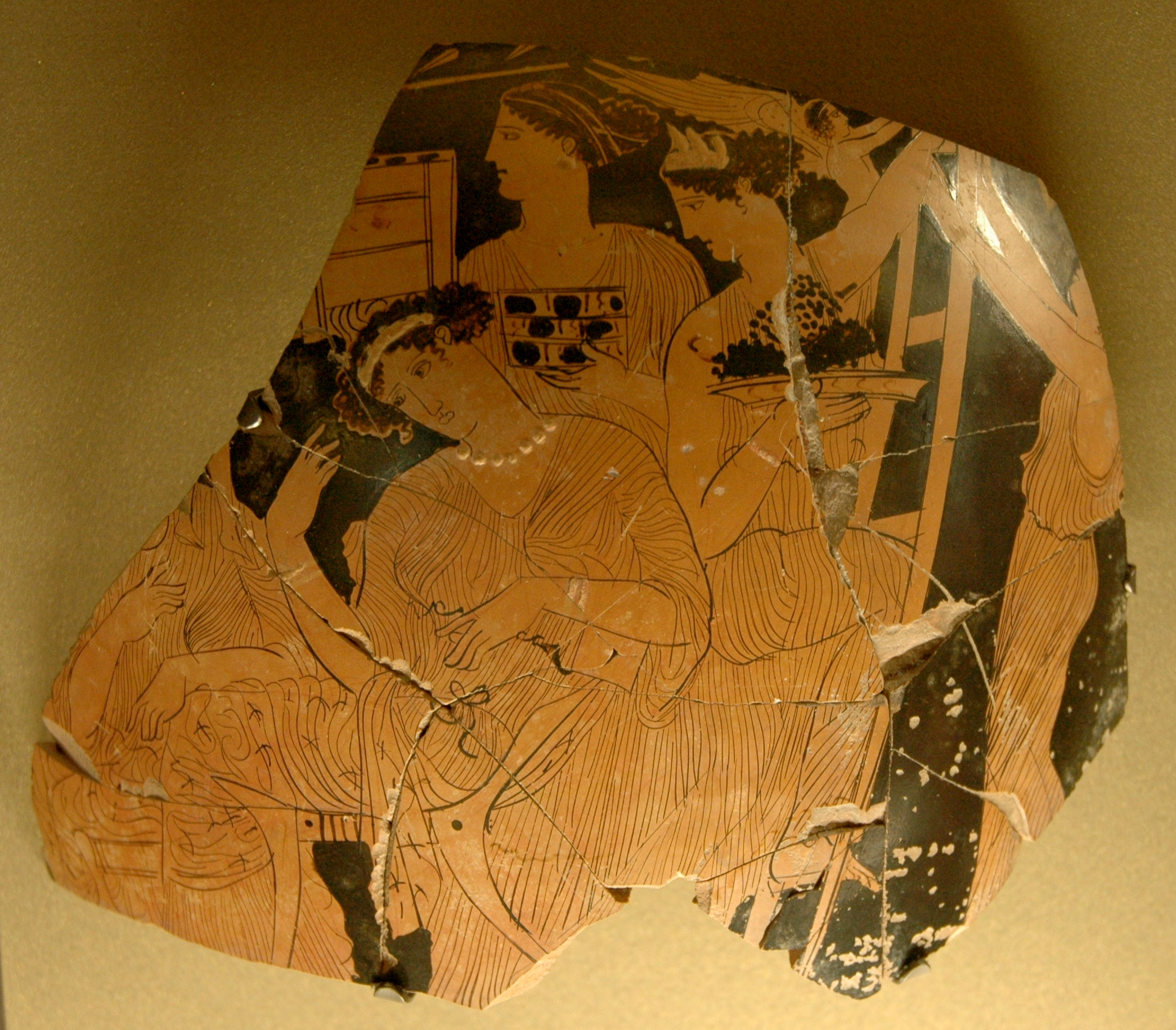
Fragment attyckiego malunku przedstawiający kobiety odprawiające święto.

Adonie (gr. Ἀδώνια) – starożytne święto ku czci Adonisa, trwało 8 dni. Odprawiane wiosną bądź latem i upamiętniające jego śmierć. Odprawiane były wyłącznie przez kobiety. Pierwotnie miało ono charakter żałobny. Śpiewano żałobne pieśni i rytualne lamenty, ale z czasem przerodziły się w wielkie uroczystości, podczas których przedstawiano inscenizacje zaślubin Adonisa i Afrodyty.
Adonis zginął rozszarpany przez byka, którego nasłał Ares, zazdrosny o kochanka Afrodyty.
Podczas Adoniów odprawianych na wyspie Sestos nad cieśniną Hellespont poznali się Hero i Leander - mityczni kochankowie.

## Ogrody Adonisa
W ramach święta zakładano tzw „ogrody Adonisa”. Były to wazy lub skrzynie z cienką warstwą ziemi, w których sadzono rośliny, często egzotyczne. Intensywnie podlewano je ciepłą wodą, a to w połączeniu z nierozwiniętym układem korzennym sprawiało, że szybko wschodziły, a następnie, podobnie jak Adonis, równie szybko umarły. Na koniec ostatniego dnia uroczystości ogrody te wyrzucano uroczyście do rzeki bądź morza.